# Вролик, Герард
Герард Вролик (нидерл. Gerardus Vrolik; 25 апреля 1775, Лейден, графство Голландия — 10 ноября 1859[…], Амстердам) — голландский врач и ботаник.

## Биография
Герард Вролик изучал медицину в Лейденском университете, получил докторскую степень в 1796 году, защитив диссертацию «Observationes de defoliatione vegetabilium, nec non De viribus plantarum, ex principiis botanicis dijudicandis», и с 1797 года работал профессором ботаники в амстердамском Athenaeum Illustre. В 1798 году в Амстердаме он также сменил Андреаса Бонна на должности профессора анатомии, физиологии и акушерства, впоследствии Хендрик Босша (1791—1829) взял на себя лекции по анатомии и физиологии в 1820 году, Кристиан Бернхард Тиланус (1796—1883) — лекции по практическому акушерству в 1828 году, а Виллем Хендрик де Вризе — лекции по ботанике в 1834 году.
Герард Вролик основал частный анатомический музей Museum Vrolik со своей коллекцией патолого-анатомических образцов, сосредоточив объекты своей коллекции на встречающихся врождённых пороках развития.
Стал одним из шести членов общества Gezelschap der Hollandsche Scheikundigen, в 1802 году стал членом Hollandsche Maatschappij der Wetenschappen, в 1808 году членом Баварской академии наук, которую возглавлял философ Фридрих Генрих Якоби. В ноябре 1826 года под председательством врача Христиана Готфрида Даниэля Нееса фон Эзенбека, с академической фамилией Вальтер, он стал членом Императорской Леопольдино-Каролинской академии естествоиспытателей под номером 1314. 26 октября 1851 года он был принят в Королевскую академию наук и искусств Нидерландов.
Его сыном был анатом и патолог Виллем Вролик.